# Jaskinia Pienińska
Jaskinia Pienińska (Jaskinia w Dolinie Pienińskiego Potoku) – druga pod względem długości jaskinia polskich Pienin. Ma cztery otwory wejściowe położone w Wielkiej Pustelnicy na urwisku Zamkowej Góry, powyżej Pienińskiego Potoku, na wysokości około 560 m n.p.m. Długość jaskini wynosi 101 metrów, a jej deniwelacja 18 metrów. Znajduje się na obszarze Pienińskiego Parku Narodowego, poza szlakami turystycznymi.

## Opis jaskini
Główną częścią jaskini jest szczelinowy korytarz zaczynający się w głównym otworze wejściowym (znajdującym się 20 metrów powyżej Pienińskiego Potoku) i prowadzący do dużego otworu w kształcie szczeliny. Od korytarza odchodzą niewielkie, szczelinowe korytarzyki prowadzące do pozostałych otworów.
W jaskini można spotkać nacieki grzybkowe i mleko wapienne. Zamieszkują ją nietoperze. Ściany są wilgotne, brak jest na nich roślinności.
Jaskinia była znana od dawna. Jej pierwsze opisy sporządzili Kazimierz Kowalski w 1953 roku i Stefan Zwoliński w 1954 roku.